# Evolution (Computerspielreihe)
Evolution ist eine kleine Serie von Rollenspielen, die für verschiedene Systeme veröffentlicht wurde. Der erste Teil, Evolution: The World of Sacred Device wurde von Sting 1999 für die Sega Dreamcast fertiggestellt. Noch im selben Jahr erschien der nächste Teil Evolution 2: Far Off Promise in Japan vom selben Entwickler. Ein Jahr darauf wurde ein Ableger der Serie von SNK als Evolution: Eternal Dungeons für den Neo Geo Pocket Color veröffentlicht. 2002 wurden die beiden für die Dreamcast existierenden Teile zu einem Spiel zusammengefasst, und als Evolution Worlds auf den Nintendo GameCube portiert.
Allen Spielen gemeinsam ist der Hauptheld, Mag Launcher, der zusammen mit seiner Partnerin Linear Cannon und einem dritten, selbst zu wählendem Mitglied der Gruppe, die Überreste untergegangener Zivilisationen und alte Ruinen durchsucht, auf der Suche nach Artefakten und Technologien vergangener Zeitalter. Eventuelle Funde werden je nach Art verkauft, und dienen dazu, die Schulden der Familie abzuzahlen, was eins der Spielziele darstellt. In welcher Reihenfolge man die Ruinen besucht, ist dabei dem Spieler überlassen, die Handlung wird zwischen den Schatzsuchen weitererzählt, während das Spielgeschehen selbst größtenteils nichtlinear ist. Die Ruinen selbst werden größtenteils zufällig generiert, erst im zweiten Teil gibt es auch vorgefertigte Umgebungskarten.
Man bewegt sich in einer isometrischen Sicht durch die Umgebung, wobei in den Ruinen keine Zufallskämpfe möglich sind, sondern man mögliche Auseinandersetzung durch umherlaufende Gegner sehen kann, die bei Berührung angreifen. Das Kampfsystem selbst ist rundenbasiert und nutzt zusätzlich ein einfaches Positionierungssystem, welches die Stellung der Gegner und der eigenen Figuren zueinander demonstriert, und zusätzliche strategische Optionen ermöglicht. Die Auseinandersetzungen selbst werden vor allem durch CyFrames realisiert, eine Technologie eines vergangenen Zeitalters, welches in verschiedenen Formen existiert, und von den Spielfiguren genutzt werden kann, eine Vielzahl verschiedener Angriffsarten einzusetzen.

## Evolution: The World of Sacred Device
Der erste Teil der Serie (in Japan als Shinkisekai Evolution bekannt) wurde zeitgleich in Japanisch und Englisch veröffentlicht und war das erste traditionelle Rollenspiel, welches für die Dreamcast erschien. Die Grafik war stark animeorientiert und vollständig in 3D gehalten. Die vollständig zufällige Spielumgebung war ebenso wie die fast völlig fehlende Interaktion mit anderen Figuren und dem sehr auffälligen Engrish in der US und Europa Version Hauptbestandteil der meisten Kritiken, während man das komplexe Kampfsystem, und die locker erzählte Story ebenso wie die aufwendige Präsentation des Spiels lobte.

## Evolution 2: Far Off Promise
Der zweite Teil der Serie (in Japan als Shinkisekai Evolution 2 veröffentlicht) erschien in Japan im selben Jahr wie sein Vorgänger, eine englische Version in den USA jedoch erst ein Jahr später, und das Europarelease ließ bis 2002 auf sich warten, was es zu einem der letzten für die Dreamcast in Europa veröffentlichten Spiele macht.
Im Vergleich zum ersten Teil gab es diesmal echte Interaktion zwischen den Charakteren und der Umgebung, zudem wurde fast jede Konversation gesprochen (die japanischen Stimmen blieben auch in den englischsprachigen Versionen erhalten, und wurden nur untertitelt). Das Kampfsystem wurde um neue Optionen ergänzt und das Leben in den Verliesen, die nun größtenteils nicht mehr zufällig generiert wurden, wurden durch Spielhilfen erleichtert.

## Evolution Worlds
Die Zusammenfassung der beiden Dreamcasttitel für den Nintendo GameCube erschien 2002 als einer der ersten Rollenspieltitel für dieses System in Japan und den USA, und ein Jahr später auch in Europa. Um beide Teile auf nur einem Datenträger veröffentlichen zu können, wurden im ersten Teil Kürzungen vorgenommen und im Zuge dessen die Hintergrundgeschichte leicht verändert, was ebenso wie das wieder vollständig eingeführte Zufallssystem für die Verliesgenerierung zu Kritik seitens der Fans führte. Dafür wurden die Dialoge, die im Original noch japanisch vertont waren, nun in Englisch neu eingesprochen. Ansonsten handelt es sich um eine direkte Umsetzung der Dreamcastvorbilder.

## Evolution: Eternal Dungeons
Der Ableger für den Neo Geo Pocket Color, der im Jahr 2000 von SNK in Japan (dort als Shinkisekai Evolution: Hateshinai Dungeon bekannt) und Europa veröffentlicht wurde, erzählt eine leicht andere Geschichte als die Dreamcastversion, aber alle Hintergründe und Spielfiguren sind identisch. Anstelle einer 3D-Umgebung sieht der Spieler seine Umgebung nun in einer Top-Down Sicht, das Prinzip der immer sichtbaren Gegner wurde jedoch wie auch das Kampfsystem und die Zufallsverliese beibehalten.
Aus Sammlersicht handelt es sich bei diesem Modul um das seltenste englischsprachige Modul (geschätzte 900 noch existierende Module), welches es für den Neo Geo Pocket Color gibt. Die ursprüngliche Modulzahl von 5000 Stück gelangte nicht vollständig in den freien Handel, sondern war Bestandteil der Rückrufaktion nach dem Konkurs von SNK. Englische Module, die im Zuge dieser Aktion wieder beim Hersteller ankamen, wurden mit der japanischen Version des Spiels umgeflasht, und für den dort noch aktiven Handel mit dieser Konsole angeboten. Im Revival der Konsole, die ab dem Jahr 2003 durch Aruze stattfand, war dieses Spiel im Gegensatz zu anderen nicht enthalten, so dass auch keine neuen Module in den Umlauf kamen.